# Drago Kotnik
Drago Kotnik, slovenski gospodarstvenik in univerzitetni profesor, * 17. oktober 1927, Dol pri Hrastniku, † 2014.

## Življenjepis
Kotnik je leta 1951 diplomiral na ljubljanski ekonomski fakulteti (EF) in prav tam 1965 tudi doktoriral.  V  ZDA se je izpopolnjeval iz trženja na Univerzi Indiana v Bloomingtonu. Sprva je bil zaposlen v industriji, od 1962 dalje pa je delal na EF v Ljubljani, od 1978 dlje kot redni profesor za predmet Komercialna politika. V raziskovalnem delu je proučeval politiko tržrnja in blagovni promet. Leta 1971 je objvil knjigo Prodajni promet. Napisl je več učbenikov, ter objavljal članke v Ekonomski reviji in Ekonomskem zborniku.